# آن لوترباخ
آن لوترباخ (بالإنجليزية: Ann Lauterbach)‏ هي مقالاتية وكاتِبة وشاعرة أمريكية، ولدت في 28 سبتمبر 1942 في نيويورك في الولايات المتحدة.